# Галацан Віктор Миколайович
Ві́ктор Микола́йович Галаца́н (14 листопада 1929 — 29 серпня 2013) — український науковець, кандидат технічних наук, лауреат Державної премії України (1992).

## З життєпису
Станом на 1992 рік — начальник відділу науково-виробничого об'єднання атомного турбінобудування «Харківський турбінний завод».
Лауреат Державної премії України 1992 року — «За розробку наукових основ газодинамічного удосконалення та створення високоекономічних і надійних проточних частин парових турбін потужністю 200—1000 МВт». Співавтори — Аркадієв Борис Абрамович,Бабаджанян Микола Артемович, Бойко Анатолій Володимирович, Вірченко Михайло Антонович, Гаркуша Анатолій Вікторович, Гнесін Віталій Ісайович, Піастро Анатолій Михайлович.
Серед патентів — «Пристрій для охолодження вихлопного патрубка парової турбіни», 2003, співавтори Альперт Олександр Семенович, Аркадьєв Борис Абрамович, Безуглий Гаррі Зіновійович, Конєв Володимир Афанасійович, Левченко Євген Володимирович, Полуянов Борис Михайлович.